# Mitrovica (gmina)
Mitrovica (serb. Србица, alb. Mitrovicë) – gmina w Kosowie, w regionie Mitrovica. Jej siedzibą jest Mitrowica.

## Demografia
W 2011 roku gmina liczyła 71 909 mieszkańców. Większość z nich stanowili etniczni Albańczycy – 96%. Oprócz nich wymieniało się następujące grupy narodowościowe i etniczne:
- Ashkali (647)
- Romowie (528)
- Turcy (518)
- Boszniacy (416)
- Gorani (23)
- Serbowie (14)
- Egipcjanie Bałkańscy (6)

## Polityka
W wyborach lokalnych przeprowadzonych w 2017 roku kandydaci Demokratycznej Partii Kosowa uzyskali 11 z 35 mandatów w radzie gminy. Frekwencja wyniosła 31,6%. Burmistrzem został Agim Bahtiri.